# أسطورة النشوة المهبلية (كتاب)
أسطورة النشوة المهبلية هي مجموعة مقالات نسوية مُجمّعة عن الحياة الجنسية للمرأة كتبتها آن كويدت، وهي ناشطة نسوية راديكالية أمريكية، في عام 1968، ونُشرت في عام 1970. ظهرت المقالات لأول مرة في شكل مخطط مكون من أربع فقرات في ملاحظات من مجلة السنة الثانية التي نشرتها مجلة نيويورك راديكال ونسكس، واستندت جزئياً إلى النتائج التي توصلت إليها دراسة الماجستير لماسترز وجونسون في الجنس البشري لعام 1966. وزعت المقالات بعد ذلك على شكل كتيب في شكله الكامل، بما في ذلك أقسام عن أدلة على النشوة الجنسية عن طريق البظر، وتشريح الجهاز التناسلي للإناث، وأسباب الحفاظ على «أسطورة» النشوة الجنسية المهبلية.
كتبت كويدت تلك المجموعة من المقالات النسوية خلال الثورة الجنسية في الستينيات. والهدف من هذه الاستجابة هو معالجة كل من «أسطورة هزة الجماع»، وخلق الوعي وتعليم النساء والرجال حول المتعة الجنسية للإناث، ومواجهة التفكير السابق حول النشوة الجنسية للإناث.
تعكس كويدت في كتاباتها مشاعر فرويد حول علاقة المرأة الثانوية والدنيا بالرجال، التي شكلت الأساس لنظرياته حول الحياة الجنسية للإناث. وبمجرد وضع القانون حول طبيعة حياتنا الجنسية، لم يكتشف فرويد بغرابة مشكلة هائلة من البرود الجنسي عند النساء، وكان علاجه الموصي به لامرأة شديدة البرودة هو الرعاية النفسية؛ حيث تعاني النساء في تلك الحالة من الفشل في التأقلم عقليًا مع دورها الطبيعي كامرأة. كسرت كويدت في كتاباتها الحواجز الاجتماعية لما يعتبر مقبولاً للمناقشة، ولعبت مقالاتها دورًا حيويًا في الثورة الجنسية النسوية، واستندت إلى الأبحاث التي أجراها ألفريد كينسي من بين أمور أخرى حول النشاط الجنسي البشري لدعم مزاعمها.